# Akzessorischer Knochen

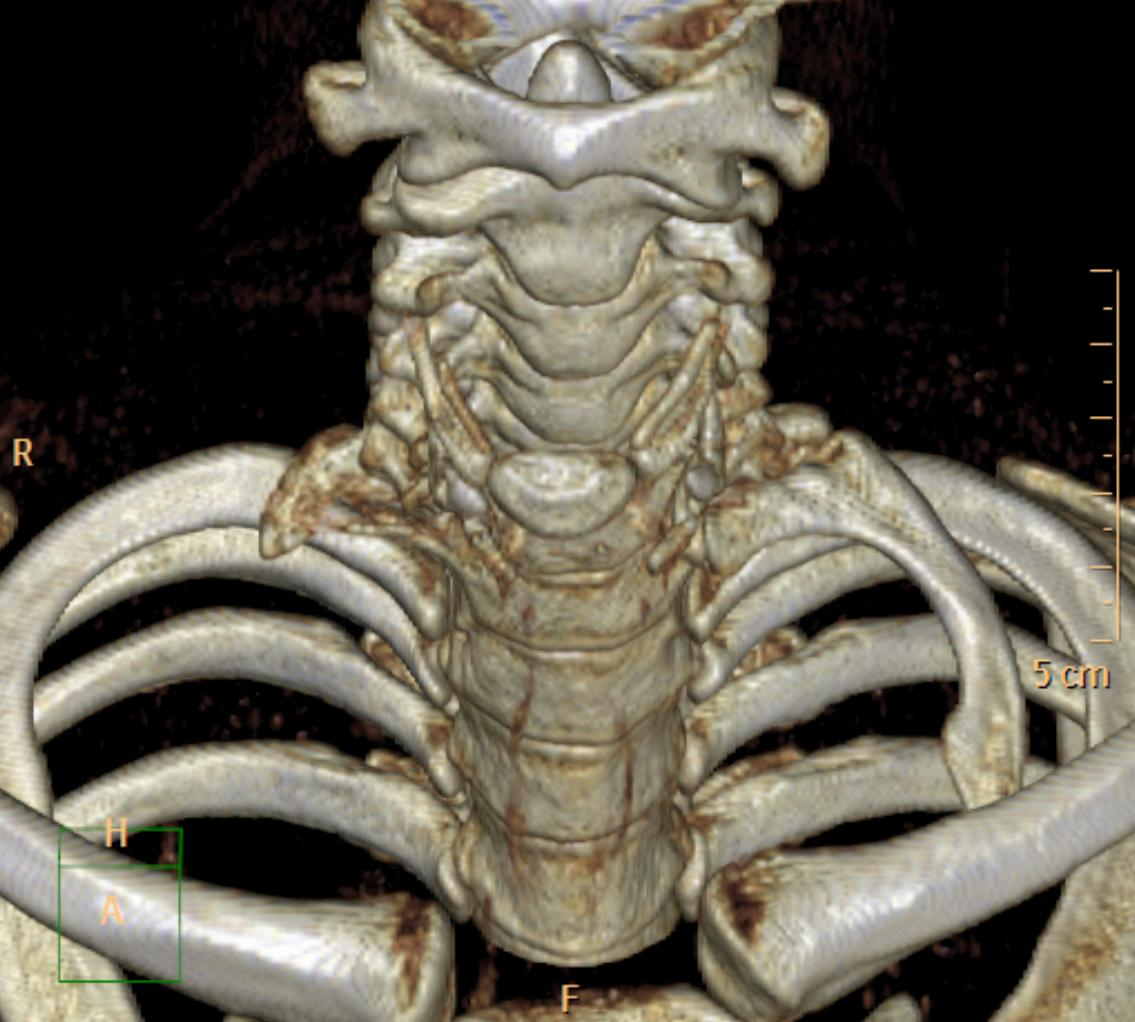
Eine Halsrippe (links). Computertomographie, 3D-Rekonstruktion.

Das menschliche Skelett besteht bei einem Erwachsenen aus 206 bis 214 einzelnen Knochen. Bei einem kleinen Teil der Bevölkerung gibt es eine Reihe von zusätzlichen Knochen, sogenannte überzählige oder akzessorische Knochen (Ossa accessoria, Singular Os accessorium). Sie entstehen normalerweise dadurch, dass bei der Verknöcherung Knochenkerne nicht miteinander verschmelzen.

## Formen
Zu den akzessorischen Knochen werden gerechnet:
- persistierende Epiphysen und Apophysen
- zusätzlich embryonal angelegte Knochen
- überzählige Knochenfortsätze
- Verknöcherungen von Sehnenansätzen
- verknöcherte Sehnenbogen
- Verdopplungen
- Spaltbildungen
- Verschmelzungen
- Spongiosavariationen
- Schaltknochen am Schädel

## Beispiele für Akzessorische Knochen
Os odontoideum
Nicht mit dem übrigen Wirbelkörper des 2. Halswirbels (Axis) verschmolzener Knochenkern im Dens axis, der ontogenetisch den Wirbelkörper des ersten Halswirbels (Atlas) darstellt. Dies kann mit einer Fraktur verwechselt werden.
Halsrippe (Costa cervicalis)
Bei etwa 0,5 Prozent der Bevölkerung findet sich am 7. Halswirbel eine dorsal ansetzende stummelförmige Rippe, die entweder über Knorpel oder Bindegewebe mit dem Brustbein verbunden ist. Bei Frauen ist eine Halsrippe häufiger anzutreffen als bei Männern. In einigen Fällen kann diese Halsrippe zum Halsrippensyndrom führen.
Lendenrippe (Costa lumbalis, engl. lumbar rip)
Eine zusätzliche Rippe kann bei 7,75–8,46 % der Bevölkerung am 1. Lendenwirbel, seltener am 2. Lendenwirbel, beobachtet werden. Die Varianten reichen dabei vom kleinen Stummel bis zur voll ausgebildeten Rippe. Lendenrippen sind symptomfrei und haben keine klinische Bedeutung. Bei der Differentialdiagnose sind sie allerdings von Frakturen und Pseudarthrosen abzugrenzen. Bei einigen Mäusestämmen sind Lendenrippen sehr häufig vorhanden. Durch bestimmte Chemikalien beziehungsweise Arzneistoffe, wie beispielsweise Methylglycol, Dinoseb, Natriumsalicylat und Valproinsäure können bei Mäusefeten Lendenrippen induziert werden.
Inkabein
Das Inkabein ist ein Schaltknochen am Schädel des Menschen. Er befindet sich im Bereich der Lambdanaht (Sutura lamdoidea), der Verbindung zwischen Scheitel- (Os parietale) und Hinterhauptsbein (Os occipitale).

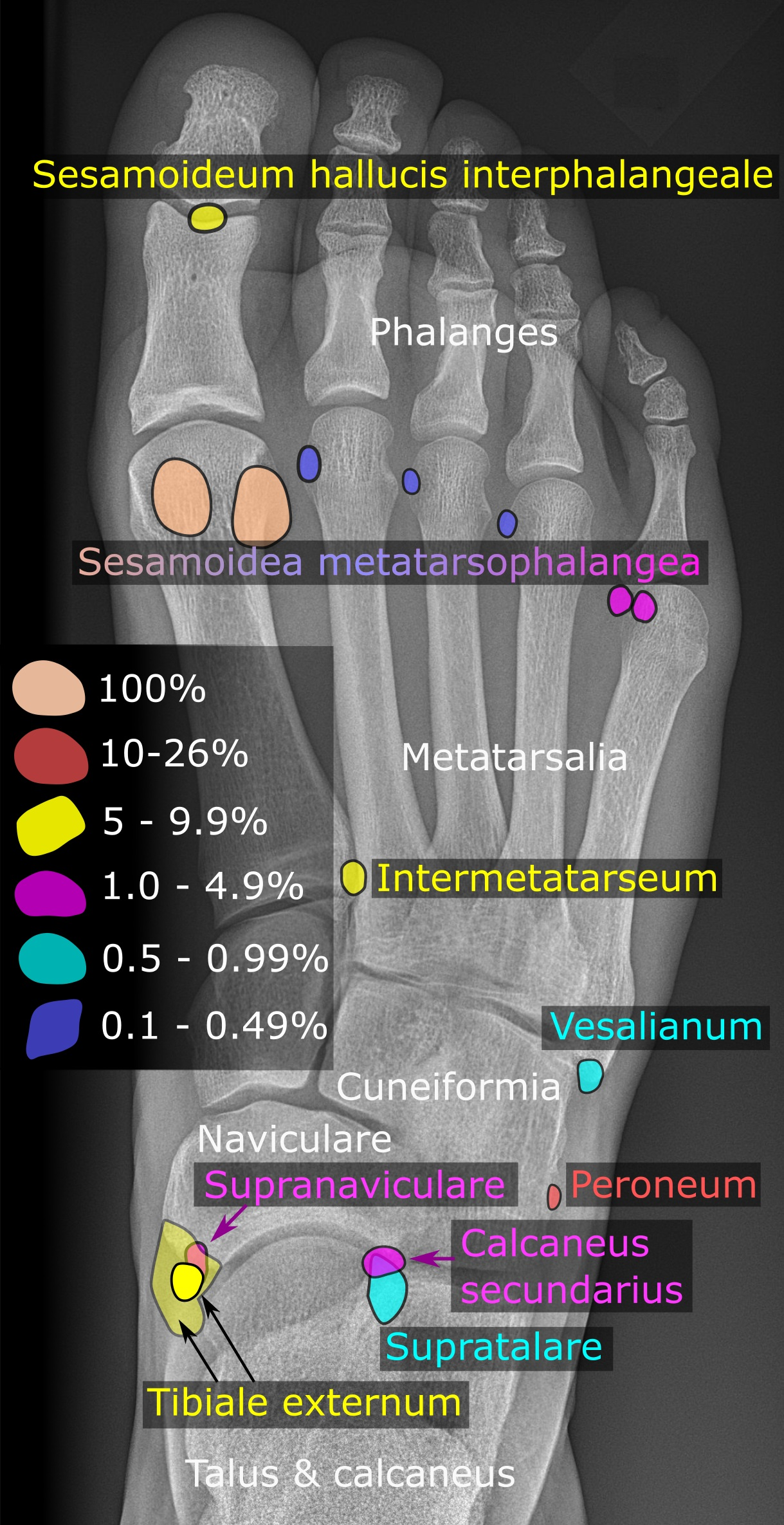
Akzessorische Fußknochen

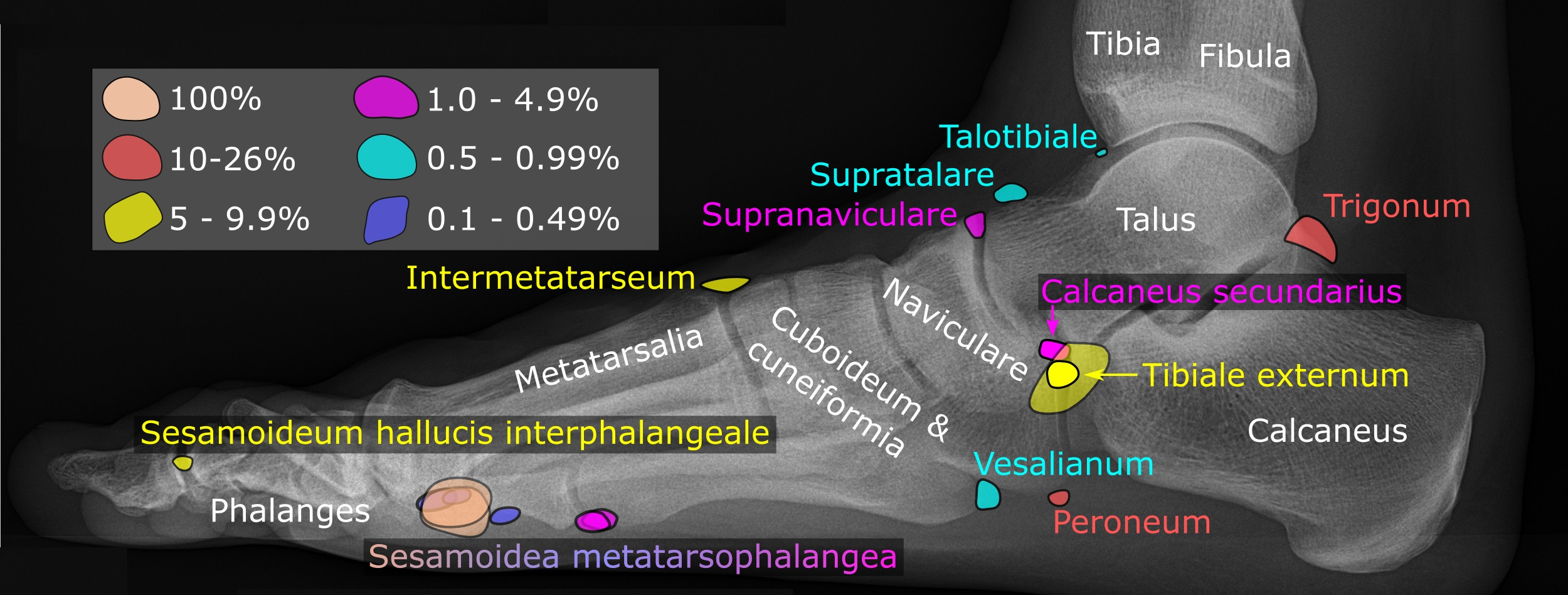
Akzessorische Fußknochen.

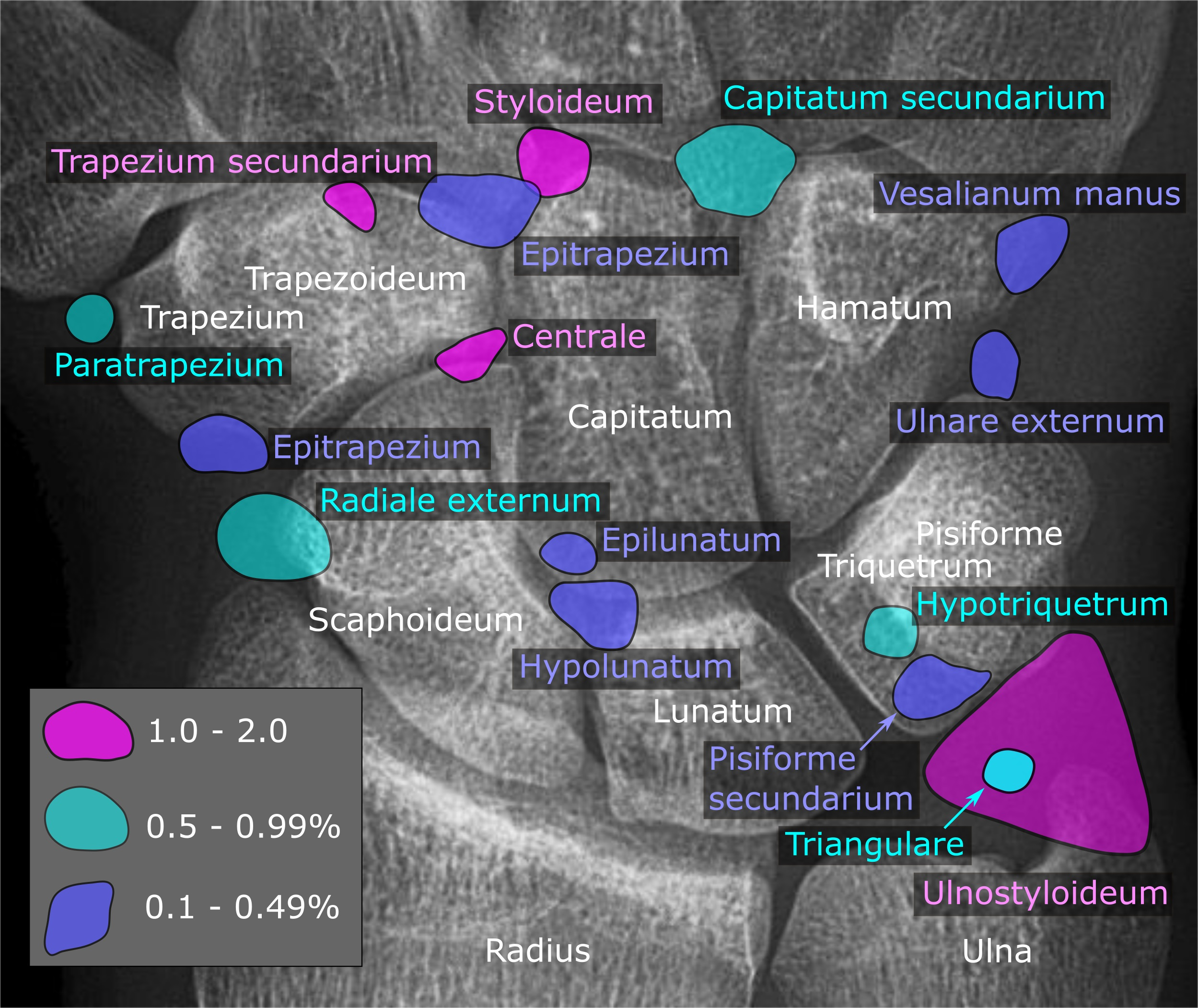
Akzessorische Handknochen
- Os styloideum
- Os hypolunatum
- Os triangulare
- Os epilunatum
- Os radiale externum
- Os centrale

Akzessorische Fußknochen

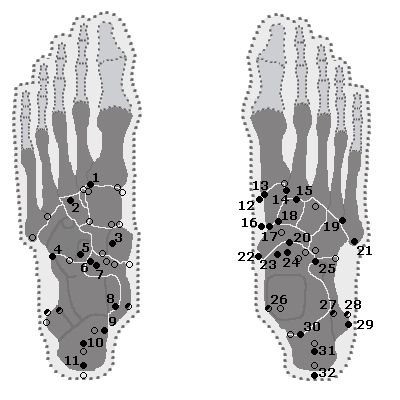
Die Position akzessorischer Fußwurzelknochen beim Menschen. Links der rechte Fuß in plantarer (von der Fußsohle, „von unten“) und rechts der gleiche Fuß in dorsaler (vom Fußrücken, „von oben“) Betrachtung.
1=Os cuneometatarsale I plantare, 2=Os uncinatum, 3=Os sesamoideum tibialis posterioris, 4=Os sesamoideum peroneum, 5=Os cuboideum secundarium, 6=Os trochleare calcanei, 7=Os in sinu tarsi, 8=Os sustentaculum tali, 9=Os talocalcaneare posterius, 10=Os aponeurosis plantaris, 11=Os subcalcaneum, 12=Os sesamoideum tibialis anterioris, 13=Os cuneometatarsale I tibiale, 14=Os intermetatarsale I, 15=Os cuneometatarsale II dorsale, 16=Os paracuneiforme, 17=Os cuneonaviculare I dorsale, 18=Os intercuneiforme, 19=Os intermetatarsale IV, 20=Os talonaviculare dorsale, 21=Os vesalianum pedis, 22=Os tibiale externum, 23=Os talotibiale dorsale, 24=Os supratalare, 25=Os calcaneum secundarium, 26=Os subtibiale, 27=Os subfibulare, 28=Os retinaculi, 29=Os calcaneum accessorium, 30=Os trigonum, 31=Os supracalcaneum, 32=Os tendinis calcanei

Insbesondere an den Fußwurzelknochen können eine Reihe von akzessorischen Fußwurzelknochen beobachtet werden. Sie sind teilweise weitverbreitet und in vielen Fällen symptomlos. Meist handelt es sich um Zufallsbefunde bei einer Röntgenuntersuchung. Das Os tibiale externum ist beispielsweise bei etwa einem Fünftel aller Erwachsenen vorhanden. Das Os trigonum kommt bei 3–15 % der Erwachsenen vor.